# Cebus
Cebus je rod ploskonosých opic z čeledi malpovití.

## Druhy
- malpa běločelá (Cebus albifrons)
- malpa kapucínská (Cebus capucinus)
- malpa carutaperská (Cebus kaapori)
- malpa plačtivá (Cebus olivaceus)